# 普寛講 (稲城市)

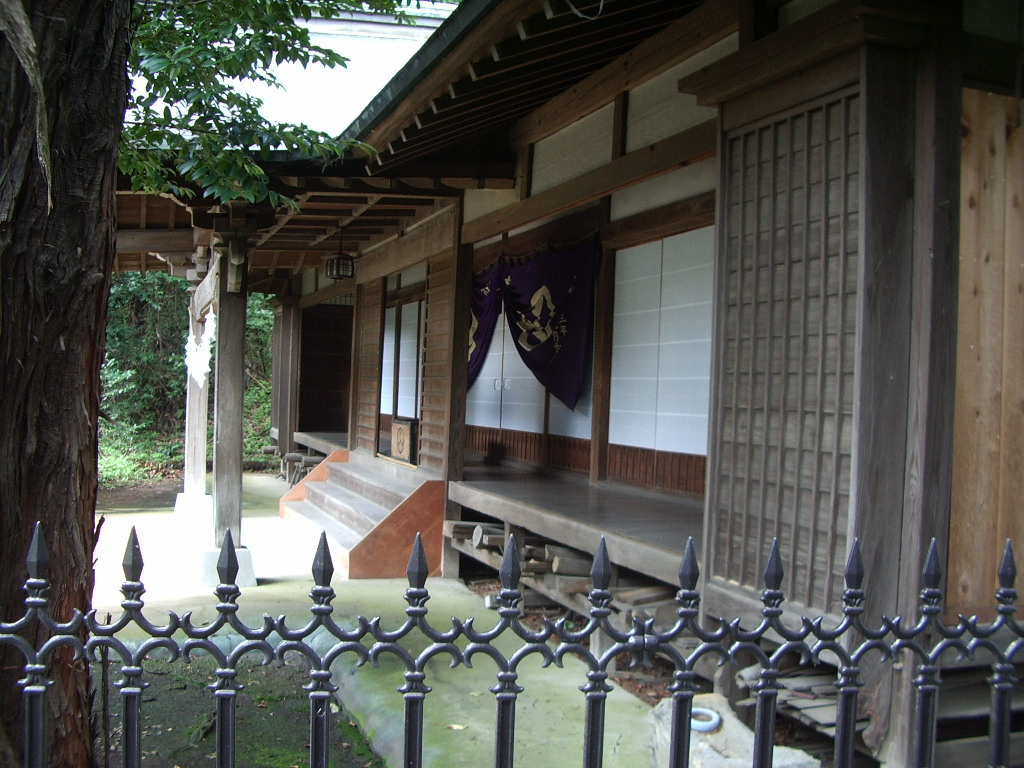
本部建物。紫色の垂れ幕には、埼玉県志木市の方が、昭和63年に寄贈したと書かれてあった。

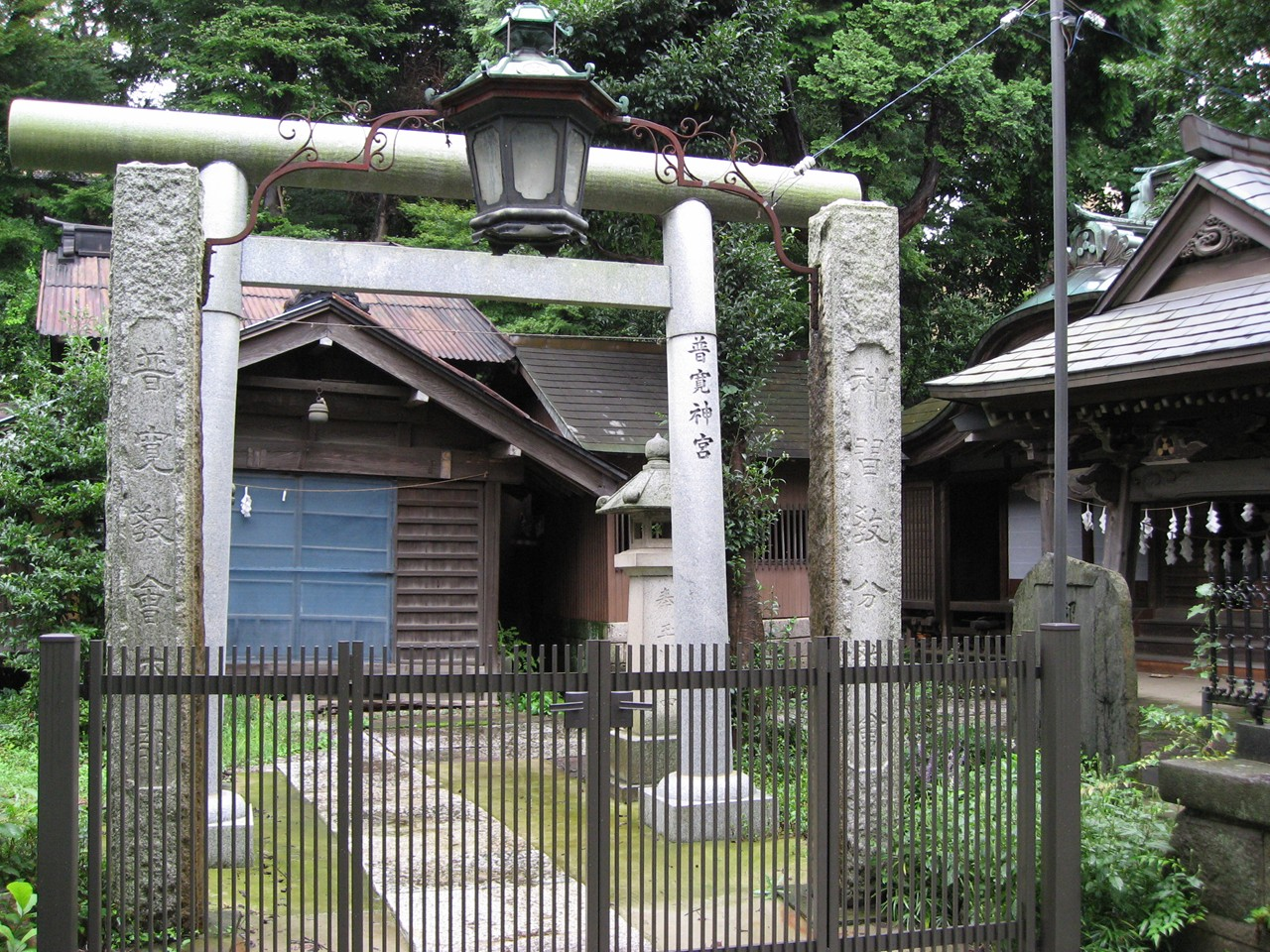
本部入口。手前の石柱には、左に「普寛教会本部」、右に「神習教分教会」と書かれ、後ろには建立明治四十何年と書かれてあった。その後ろの「普寛神宮」と書かれた鳥居は、平成19年建立。

普寛講（ふかんこう）とは、東京都稲城市にある明治時代初期に創始された御嶽講の団体。開祖は修験者の松浦利平。
御嶽講とは、木曽御嶽信仰に基づく講社で、一般に木曽御嶽信仰の開祖である覚明を継承する講社を「覚明講」と呼び、第二の祖である普寛を継承する講社を「普寛講」と呼ぶ。通常、普寛講といっても講社としての名称はさまざまだが、この講社では、講社独自の経緯から「普寛講」を団体の名称としている。
松浦は木曽御嶽山での修行の際に普寛行者と一体化する宗教体験を持ち、木食普寛（もくじきふかん）を名乗って加持祈祷を行うようになった。
一時期は神習教（しんしゅうきょう）の傘下に入って活動するが、やがて普寛講（普寛教会）を組織する。普寛講の最盛期は明治20年代から昭和初期とされ、特に病気平癒や徴兵除けの祈祷で知られていた。
現在も、東京都稲城市百村201に本部が存在する。人通りの少ない細い道に面しており、背後は林に面している。普段は、無人の様子。

## 外部サイト
- 普寛講と徴兵除け祈願